# Wiener Außenring Autobahn
L'autostrada austriaca A21, chiamata anche Wiener Außenring Autobahn, parte da Altlengbach, fino ad arrivare a Vösendorf. L'autostrada è lunga 38,2 km.

## Percorso
|      |                                   |    |                |  |  |
| Tipo | Indicazione                       | Km | Strada europea |  |  |
|      | Barriera Steinhäusl               | 0  |                |  |  |
|      | Hochstraß                         | 3  |                |  |  |
|      | Alland e area di servizio         | 15 |                |  |  |
|      | Mayerling                         | 17 |                |  |  |
|      | Heiligenkreuz                     | 23 |                |  |  |
|      | Hinterbrühl                       | 26 |                |  |  |
|      | Area di parcheggio "Hinterbrühl"  | 26 |                |  |  |
|      | Gießhübl (solo carreggiata ovest) | 32 |                |  |  |
|      | Brunn am Gebirge                  | 36 |                |  |  |
|      | Barriera Vösendorf                | 38 |                |  |  |